# Carl von Carnap

Das Wappen der
Familie von Carnap

Carl Arnold Dietrich von Carnap, bei Priesdorff: Karl Arnold Diedrich von Carnap-Quernheimb (* 2. Mai 1790 in Bielefeld; † 3. Februar 1869 in Probotschütz, Landkreis Trebnitz, Niederschlesien) war ein preußischer Generalmajor.

## Leben

### Herkunft
Carnap war der Sohn des königlich preußischen und westphälischen Oberst Carl von Carnap (1745–1824) und der Caroline Wilhelmine Kurlbaum (1762–1844). Sein Vater stammte aus Zevenaar (Niederlande), im Jahr seiner Hochzeit (1786) war dieser dem Infanterieregiment von Petersdorff (Nr. 10) in Bielefeld angehörig und später Chef der 14. Invalidenkompanie. Er wurde am 4. Mai 1790 in der evangelisch-reformierten Kirche zu Bielefeld getauft.
Seine Schwester Amalie Henriette Friederike von Carnap (1790–1842) heiratete den geheimen Justizrat und Staatsanwalt zu Herford Karl Christian Galster.

### Familie
Er heiratete am 9. Dezember 1812 in der St. Johannis-Kirche in der Herforder Neustadt Charlotte von Quernheimb (* 11. Juni 1788 auf Gut Ober-Behme bei Herford; † 5. August 1878 in Oels, Niederschlesien), die Tochter des Gutsbesitzers und Landrats Friedrich von Quernheimb und der Luise Dorothea von dem Bussche-Ippenburg. Sein Sohn war der preußische Generalleutnant z.D. Georg von Carnap-Quernheimb (1826–1910). Seine Tochter Wilhelmine Auguste Karoline Luise Sophie (* 8. April 1824; † 25. Juli 1866) heiratete den Generalleutnant Wilhelm August Ludolf von Voß.

### Werdegang
Carnap begann seine Laufbahn in der preußischen Armee 1803 als Gefreiterkorporal im Infanterieregiment „Wedel“ (Nr. 10). 1808 hat er als Sekondeleutnant das erste Mal seinen Abschied erhalten und trat 1813 als Premierleutnant ins 2. Westfälische Landwehr-Infanterieregiment ein. Er avancierte 1814 zum Kapitän und nahm an den Befreiungskriegen teil. Hier kämpfte er bei der Blockade von Bergen op Zoom, bei Deventer, in den Schlachten bei Ligny, Belle Alliance sowie den Gefechten bei Illy, wo er verwundet wurde, bei Villers-Cotterêts und Charleroi, wo er sich das Eiserne Kreuz II. Klasse verdiente. Nach dem Krieg wurde er 1816 dem 23. Infanterieregiment aggregiert, wechselte aber im selben Jahr bereits zum westfälischen Grenadier-Landwehrregiment. Seine Beförderung zum Major war verbunden mit der Einsetzung als Kommandeur des III. Bataillons („Berlin“) des 20. Landwehrregiments. Er wurde 1825 Bataillonskommandeur des 24. Infanterieregiments und stieg 1837 mit Offizierspatent aus demselben Jahr zum Oberstleutnant auf. Auch den Roten Adlerorden IV. Klasse hat er im Jahr 1837 erhalten. Ab 1842 war er Kommandeur der 7. Infanteriebrigade und wurde ebenfalls 1842 dem 36. Infanterieregiment aggregiert. Noch 1842 erhielt er den Roten Adlerorden III. Klasse mit Schleife, avancierte 1845 zum Generalmajor und bekam 1848 seinen Abschied mit Pension.
Carnap war Gutsherr auf Ober-Wiesenthal im Kreis Löwenberg.